# 장흥 전의상암지 석불입상
장흥 전의상암지 석불입상(長興 傳義湘庵址 石佛立像)은 원래 대한민국 전라남도 장흥읍 제암산 중턱에 있는 의상암 절터에 있던 것인데, 1994년부터 전라남도 장흥군 유치면 봉덕리에 있는 보림사로 옮겨 모시고 있는 남북국 시대 신라의 석불입상이다. 1998년 2월 5일 전라남도의 유형문화재 제191호로 지정되었다.

## 개요
원래 전라남도 장흥읍 제암산 중턱에 있는 의상암 절터에 있던 것인데, 1994년부터 보림사로 옮겨 모시고 있다. 몸 뒤의 광배(光背)와 목 부분에 약간의 파손이 있지만 전체적으로 양호한 편이다.
민머리 위에 상투 모양의 머리묶음이 높게 표현되었고 얼굴은 계란형이다. 옷은 양 어깨를 감싸고 있으며 가슴 위까지 U자형 주름을 이루고 있다. 양 팔에 걸쳐진 옷자락은 물결 모양의 주름을 만들면서 무릎까지 길게 드리워졌다. 오른손의 엄지와 검지를 맞대고 있는 것으로 볼 때 아마타여래를 표현하고 있는 것 같다.
원만한 얼굴, 높은 머리묶음, 상체의 옷주름 등으로 보아 9세기 후반 통일신라시대에 만들어진 것으로 추정된다.

## 참고 문헌
- 장흥전의상암지석불입상 - 국가유산청 국가유산포털